# Mokraćna kiselina
Mokraćna kiselina (ili urična kiselina) je organski spoj kemijske formule C5H4N4O3.
U biologiji, mokraćna kiselina nastaje iz ksantina i hipoksantina djelovanjem enzima ksantin oksidaza. Ksantin i hipoksatina nastaju razgradnjom purina, a mokraćna kiselina je konačni proizvod metabolizma purina. Mokraćna kiselina se izlučuje bubregom iz tijela čovjeka, dok se kod ostalih sisavaca, enzimom urikaza razgrađuje do alantoina i ugljikovog dioksida.
Kod čovjeka, fiziološka koncentracija mokraćne kiseline je između 214 µmol/L i 400 µmol/L (360 µmol/L za žene). Više i niže koncentracije se nazivaju hiperuricemija i hipouricemija. Povišenje koncentracije mokraćne kiseline u urinu naziva se hiperurikozurija. 

## Vanjske poveznice
- Ordinacija.hr
- krenizdravo.hr

## Povezani članak
- Giht